# Isabel de la Calle i de la Calle
Isabel de la Calle i de la Calle (Madrid, aprox. 1875 - Barcelona, 3 de febrer de 1957) fou una pianista, professora de música i directora d'orquestra. Fundà el Conservatori Femení, al barri de Gràcia de Barcelona, i l'Orquesta Femenina. 

## Biografia
Fins a la dècada de 1890 es formà a l'Acadèmia Nicolau, l'escola de música que tenia al carrer de Pau Claris de Barcelona el mestre Antoni Nicolau, i fou deixebla de Llorenç Bau.
El 1913 creà el Conservatori de S. A. R. la Infanta Isabel, després anomenat Conservatori Femení. El 1932 fundà l'Orquestra Femenina, una formació musical no professional constituïda per professores i deixebles del seu Conservatori, amb col·laboracions puntuals d'altres concertistes. Dirigí l'orquestra fins a l'abril de 1950, en què la rellevà la pianista Maria Dolors Rosich Ventosa. El 14 d'abril de 1940 rebé un homenatge al Casal del Metge per commemorar el cinquantenari de la seva activitat professoral, que comptà amb la participació d'Alicia de Larrocha i de la Calle, amb qui la unia un parentiu familiar.
El concert de l'Orquestra a l'Ateneu Barcelonès de 9 de febrer de 1957, que havia de commemorar el 25è aniversari de la fundació de l'Orquestra Femenina, esdevingué un concert d'homenatge, pocs dies després de la seva mort.